# Gunung Bunder
Gunung Bunder är ett berg i Indonesien.   Det ligger i provinsen Aceh, i den västra delen av landet, 1 500 km nordväst om huvudstaden Jakarta. Toppen på Gunung Bunder är 1 340 meter över havet.
Terrängen runt Gunung Bunder är kuperad åt nordost, men åt sydväst är den bergig.Runt Gunung Bunder är det glesbefolkat, med 15 invånare per kvadratkilometer. I omgivningarna runt Gunung Bunder växer i huvudsak städsegrön lövskog.